# Agricultura soviètica

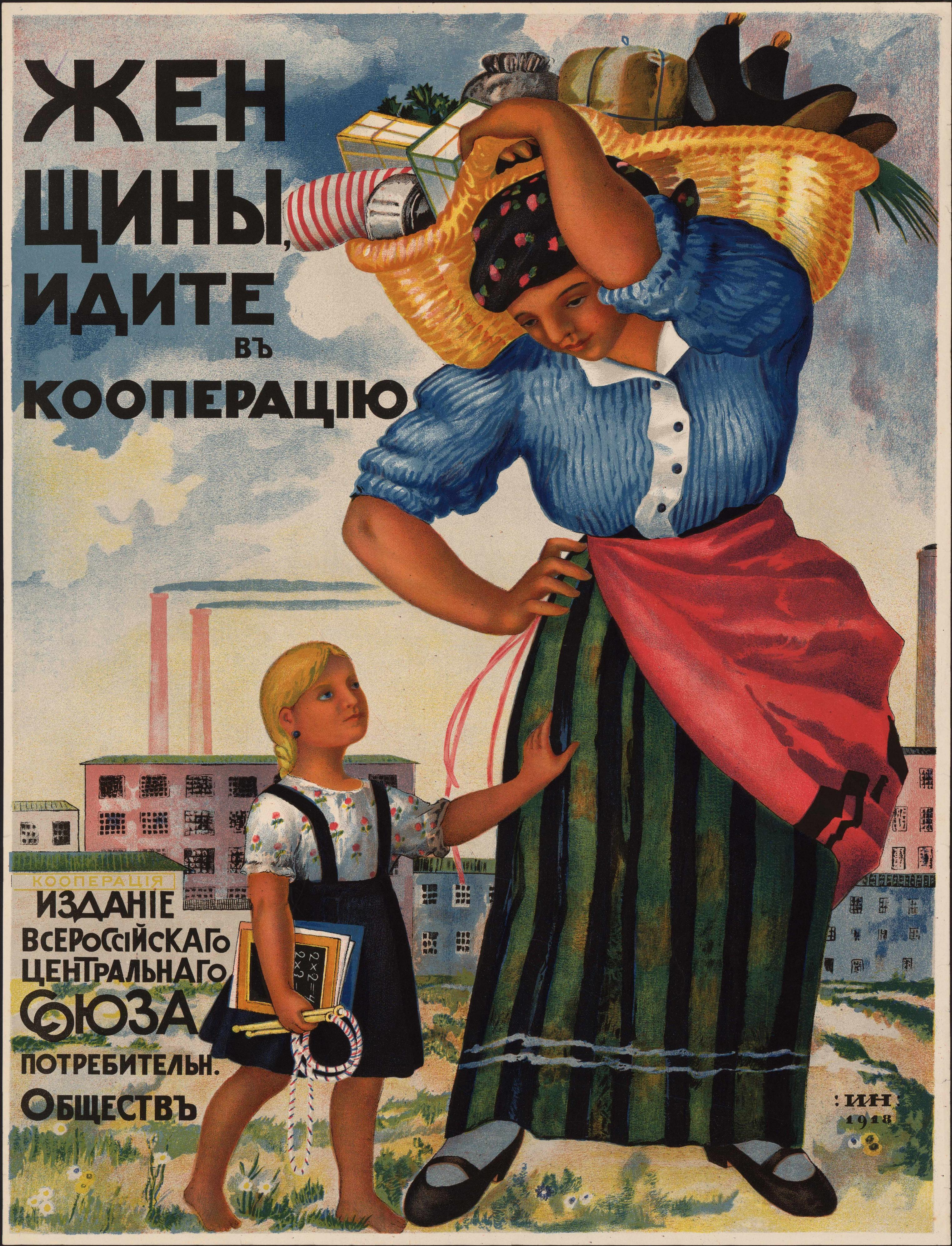
Cartell propagandístic. La llegenda diu Dones, aneu a les cooperatives (1918)

L'Agricultura a la Unió Soviètica estava organitzada en un sistema de granges estatals i col·lectives, conegudes com a sovkhozes i kolkhozes, respectivament. Organitzades a gran escala i relativament molt mecanitzades, la Unió Soviètica era un dels principals productors mundials de cereal, car algunes males collites (com el 1972 ó el 1975) obligaren a importar i alentiren l'economia. El Desè Pla Quinquennal de 1976-1980 traslladà recursos cap a l'agricultura, i el 1978 s'assolí una collita rècord de cotó, remolatxa, patates i lli entre els principals cultius.
Però malgrat els immensos recursos terrícoles, l'extensa mecanització i les indústries químiques, així com una gran massa de camperols, l'agricultura soviètica era relativament inproductiva, lluitant en moltes zones pel clima (només un 10% del territori soviètic podia ser cultivable), i els treballadors tenien una baixa productivitat.
Les condicions eren millors a la temperada terra negra que s'estenia des d'Ucraïna a través de la Rússia meridional cap a l'oest, travessant el sud de les regions extremes de Sibèria.

## Història
Després de la crisi del gra del 1928, Stalin establí el sistema de granges col·lectives al substituir la Nova Política Econòmica amb granges col·lectives, agrupant camperols en granges col·lectives (kolkhozes) i granges estatals (sovkhozes).

### Treball agrícola
La campanya de Stalin de col·lectivització forçosa va ser un factor principal per explicar la pobre actuació del sector. La col·lectivització descansava sobre un sistema de passaports interns per tal de mantenir els camperols lligats a la terra. Aquesta situació ha estat referida com una forma de neo-servitud , en la que la burocràcia comunista substituïa als antics terratinents. La primera resposta de molts camperols a perdre la seva llibertat va ser la massacre i el consum dels seu bestiar. Al nou estat i a les granges col·lectives, les directives exteriors no tenien en compte les condicions locals. A més, interferien en els afers diaris de la vida camperola creant ressentiment i alineació dels treballadors per tot el país. El cost humà va ser enorme, amb potser fins a 3 milions de morts de fam a l'inici de la col·lectivització. A les granges col·lectives i estatals, la baixa productivitat va ser una conseqüència durant tot el període soviètic.
Els sovkhozi tendien a dirigir-se a la producció a gran escala, mes que no pas els kolkhozi, i podien especialitzar-se en certs cultius. El govern tendia a suplir-los de millor maquinària i fertilitzants. Així doncs, la productivitat i els resultats tendien a ser majors als sovkhozi. Els treballadors de les granges estatals rebien incentius i beneficis socials, mentre que els de les granges col·lectives tendien a rebre una part dels ingressos de la seva granja, basats, en part, en l'èxit de la seva contribució individual.
Tot i que comptaven amb una petita porció de la terra conreada, les parcel·les privades produïren una part important de la carn, llet, ous i hortalisses del país. Tot i que mai no ocuparen més del 4% de la terra de conreu a l'URSS, les explotacions privades van produir entre una quarta i una tercera part del producte agrícola soviètic. Les granges privades realitzaren diverses temptatives per reestructurar les granges soviètiques; però els pobres incentius dels treballadors i l'escassa autonomia de direcció (que era el punt crucial del problema), no van ser dirigides.
Les granges privades també eren una important font per a les famílies rurals. El 1977, les famílies dels kolkhozes obtenien el 72% de la seva carn, el 76% dels seus ous i la major part de les patates de les granges privades. Els excessos de producció, així com el bestiar, eren venuts als kolkhozi i als sovkhozi i també a les cooperatives estatals de consumidors. Les estadístiques normalment no poden representar la contribució real de les explotacions privades a l'agricultura soviètica. L'únic moment en què aquestes van ser totalment prohibides va ser durant la col·lectivització, quan la fam s'emportà milions de vides.

## Eficiència de les granges col·lectives
Segons afirmà Hedrick Smith a The Russians (1976), d'acord amb les estadístiques soviètiques, una quarta part de la producció agrícola soviètica el 1973 va ser fruit dels camperols de les granges privades, que només podien disposar del 2% de les terres de conreu
A la dècada de 1980, el 3% de la terra estava en mans privades, que produïen més d'una quarta part del total del producte agrícola, produint, per exemple, 10 vegades més per àrea que la resta, que era de propietat comunitària (les xifres soviètiques afirmaven que la productivitat d'un camperol soviètic era d'entre un 20 i un 25% la d'un camperol americà).

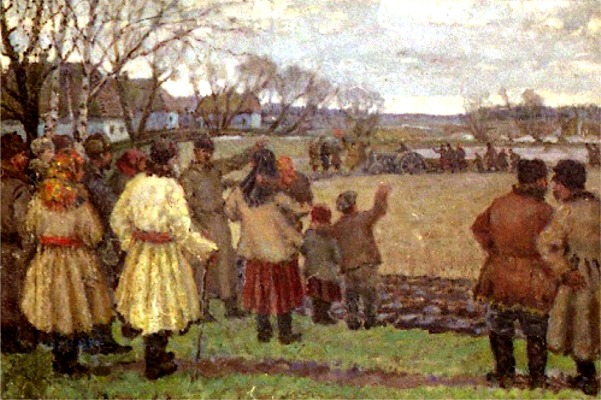
El primer tractor, de Vladimir Krikhatski], presenta una visió socialista de la mecanització del país

Això era malgrat que la Unió Soviètica hagués realitzat enormes inversions en l'agricultura. Els costos de producció eren molts alts, i la Unió Soviètica va haver d'importar menjar i de patir una mancança generalitzada d'aliments encara que gran part del país tenia un alt percentatge del millor terra de conreu del món un una alta taxa de terra per població.
La teoria darrera la col·lectivització era que substituiria les granges petites, sense mecanitzar i ineficients, que hi havia repartides per tota la Unió Soviètica per granges mecanitzades a gran nivell que produirien molt més menjar i més eficaçment. Lenin veia les granges privades com una font de mentalitats capitalistes i esperava substituir les granges o bé per sovkhozi que convertirien els grangers en treballadors proletaris o per kolkhozi que ja serien comunitaris per naturalesa. Però malgrat això, molts observadors apunten al fet que, llevat d'èxits aïllats, els kolkhoz i els sovkhoz no eren eficients, i el sector agrícola seria feble durant la major part de la història de la Unió Soviètica.
Aquesta visió ineficaç, però, ha estat criticada almenys per un economista occidental. S'ha establert que les estadístiques es basaven més en el valor més que no pas en el volum de producció, donant així una visió de la realitat; com que el sector públic alimentari estava altament subvencionat i venia els seus productes a un preu molt menor que el sector ptivat. A més, el 3-3% del terreny de conreu estava en mans privades, que no inclou les gran zones de pasturatge pels seu bestiar; combinat amb la terra usada per produir gra per farratge, donen un total del 20% de totes les terres de conreu soviètiques. També s'ha afirmat que les granges privades també eren poc efectives, tenint prop d'un 40% dels treballadors agrícoles per produir només un 26% de la producció total segons el seu valor. Finalment, com que aquestes afirmacions tendeixen a discutir només sobre un petit nombre de productes de consum i no tenen en consideració el fet que els kolkhozy i els sovkhozy produïen principal gra, cotó, lli, farratge, llavors i d'altres productes no de consum a un preu relativament baix per unitat d'àrea.

## En la cultura popular
La cultura soviètica presentà una visió agroromàntica de la vida al camp.